# Puntarenas
Puntarenas város Costa Ricában, San Josétól közúton kb. 95 km-re nyugatra. Az azonos nevű tartomány székhelye. Lakossága 34 ezer fő volt 2012-ben.
A város fekvése különleges: utcái és házai egy alig pár száz méter széles és 5 km hosszú, tengerbe nyúló, keskeny, homokos földnyelven sorakoznak. Valószínű erről kapta a nevét is: a "punta arena" homokos fokot jelent.
A 19. század végéig itt volt Costa Rica egyetlen kijárata a tengerhez, mivel a limóni vasút megépítése előtt a karibi parthoz nem lehetett kijutni a dzsungelek és mocsarak miatt. Később Puerto Limón kifejlesztésével Puntarenas a 2. helyre szorult.
A  homokos földnyelv városában koloniális építészeti emlékeket nem találunk, de még modern magas-házat sem, amelynek tetejéről végigtekinthatnénk a városon. A turisták általában a déli fövenypartra tartanak, hogy élvezzék a tenger és a napfény áldásait. Az innen 50–55 km-re északra fekvő Monteverde és környéke az ökoturizmus kedvelőinek egyik célpontja.

## Fordítás
- Ez a szócikk részben vagy egészben  a   Puntarenas című angol Wikipédia-szócikk fordításán alapul.  Az eredeti cikk szerkesztőit annak laptörténete sorolja fel. Ez a jelzés csupán a megfogalmazás eredetét és a szerzői jogokat jelzi, nem szolgál a cikkben szereplő információk forrásmegjelöléseként.